# Цикало, Михаил Пантелеевич
Михаи́л Пантеле́евич Цика́ло (6 июня 1901, с. Балаклея, Полтавская губерния, Российская империя — 12 января 1953, Рязань, РСФСР, СССР) — советский военачальник, генерал-лейтенант артиллерии (19.04.1945). Офицер ордена «Легион почёта» (США — 1945)

## Биография
Родился 6 июня 1901 года в селе Балаклея, ныне в Великобагачанском районе Полтавской области.
1 марта 1921 года добровольно поступил в РККА где проходил службу на рядовых и командно-начальствующих должностях. Член ВКП(б) с 1921 года. В 1939 году принял участие в Польском походе Красной армии.
С началом Великой Отечественной войны начальник артиллерии 20-й танковой дивизии под командованием полковника М. Е. Катукова. Вечером 22 июня 1941 года части дивизии совершили марш к Луцку. 24 июня атаковали немецкую 13-ю пехотную моторизованную дивизию, потеряв в ходе боя все свои танки. 26 июня в составе 9-го механизированного корпуса дивизия участвовала в контрударе в районе Дубно против 13-й танковой и 299-й пехотной дивизий вермахта. К исходу дня из-за угрозы окружения отошла к Клевани. До 30 июня вела бои с 14-й танковой и 25-й моторизованной немецкими дивизиями на рубеже реки Горынь, а затем у Клевани. С 10 по 14 июля участвовала в контрударе на Новоград-Волынском направлении, после чего до 6 августа вела бои в районе Коростеньского укрепрайона без танков, силами оставшихся 2 тысяч человек личного состава. В конце августа 1941 года части дивизии оборонялась в районе севернее Чернигова. 9 сентября того же года дивизия была расформирована, а подполковник Цикало продолжил воевать командуя артиллерийскими частями на Ленинградском фронте, где в марте 1942 года был тяжело ранен.
В июле 1942 года, после излечения в госпитале, полковник Цикало направлен на Сталинградский фронт, где возглавил артиллерию 1-й гвардейской армии и принял участие в Сталинградской битве. С января 1943 года назначен начальником артиллерии 2-й танковой армии Брянского фронта. В феврале 1943 года армия была переподчинена Центральному фронту, и перед ней была поставлена задача нанесения охватывающего удара по крупной группировке противника, действовавшей в районе Орёл — Кромы. С февраля по март формирование принимало участие в Дмитриев-Севской наступательной операции на брянском направлении; с 5 июля по 23 августа — в Курской битве, за которую был награждён орденом Красного Знамени и с 26 августа по 3 сентября — в Черниговско-Припятской операции. 3 сентября 1943 года армия выведена в резерв Ставки Верховного главнокомандования, а 18 января 1944 года армия была включена в состав 1-го Украинского фронта. В его составе отражала контрудары противника на винницком направлении, а в феврале принимала участие в Корсунь-Шевченковской операции.
С апреля 1944 года генерал-майор артиллерии Цикало — командующий артиллерией 4-й гвардейской армии участвует в Уманско-Ботошанской операции, в ходе которой её соединения форсировали Днестр и вышли с севера на подступы к Кишиневу. В августе армия участвовала в Ясско-Кишиневской стратегической наступательной операции, 5 сентября выведена в резерв Ставки ВГК, а 3 ноября передана в состав 3-го Украинского фронта. Принимала участие в Будапештской стратегической наступательной, Балатонской фронтовой оборонительной и Венской стратегической наступательной операциях. За умелое планирование и успешное применение артиллерии в этих боевых операциях был награждён орденами Кутузова I и II степени, Суворова II степени, а также американским орденом «Легион почёта».
С мая 1945 года — генерал-лейтенант артиллерии Цикало — командующий артиллерией 35-й армии 2-го Дальневосточного фронта которая приняла участие в Харбино-Гиринской операции. Перед армией была поставлена задача разгрома частей японской Квантунской армии на левом берегу р. Сунгача и овладения Хутоуским укреплённым районом. С началом операции части армии при содействии Краснознамённой Амурской военной флотилии форсировали реки Уссури и Сунгача, заняли город Хулинь. Передовые отряды 12 августа захватили город Мишань, 13 августа — город Дунань, 16 августа — город Боли, чем отрезали путь отступления японским частям, отступавшим на юг, от сил Квантунской армии в районе Муданьцзяна; к исходу 19 августа они вышли в район Линькоу. К этому же времени было окончательно сломлено сопротивление остатков гарнизона Хутоуского УР. За успешное проведение этой операции был награждён вторым орденом Суворова II степени.
За время Второй мировой войны генерал Цикало был 13 раз персонально упомянут в благодарственных в приказах Верховного Главнокомандующего.
После окончания войны продолжил службу на командных должностях в Советской Армии. Скончался 12 января 1953 года. Похоронен на Лазаревском кладбище в Рязани.

## Награды
СССР
- орден Ленина (06.05.1946)[5][6]
- три ордена Красного Знамени (08.09.1943[7], 03.11.1944[8][6], 17.05.1951[9][6])
- орден Кутузова I степени (28.04.1945)[10]
- два ордена Суворова II степени (13.04.1945[11], 26.08.1945[12])
- орден Кутузова II степени (13.09.1944)[13]
- медали в том числе:
  - «За оборону Ленинграда» (1944)[9]
  - «За оборону Сталинграда» (21.06.1943)[14]
  - «За победу над Германией в Великой Отечественной войне 1941—1945 гг.» (24.09.1945)[15]
  - «За победу над Японией» (1945)[9]
  - «За взятие Будапешта» (1945)[9]
  - «За взятие Вены» (1945)[9]

1. За овладение штурмом мощными опорными пунктами обороны противника – городами Яссы, Тыргу-Фрумос, Унгены и захват более 200 других населенных пунктов. 22 августа 1944 года. № 168.
2. За овладение столицей Молдавской ССР городом Кишинёв — важным узлом коммуникаций и мощным опорным пунктом обороны противника. 24 августа 1944 года, № 173.
3. За овладение окружными и районными центрами Венгрии городами Сексард, Капошвар, Пакш, Боньхад, Домбовар – крупными узлами коммуникаций и важными опорными пунктами обороны противника. 2 декабря 1944 года. № 214.
4. За овладение штурмом городами Секешфехервар и Бичке – крупными узлами коммуникаций и важными опорным пунктами обороны противника на пути отхода на запад будапештской группировки немецко-венгерских войск. 24 декабря 1944 года. № 218.
5. За овладение столицей Венгрии городом Будапешт – стратегически важным узлом обороны немцев на путях к Вене. 13 февраля 1945 года. № 277.
6. За овладение городами Секешфехервар, Мор, Зирез, Веспрем, Эньинг, а также более 350 других населенных пунктов. 24 марта 1945 года. № 306.
7. За форсирование реки Раба, овладение городами Чорно и Шарвар — важными узлами железных дорог и сильными опорными пунктами обороны немцев, прикрывающими пути к границам Австрии. 28 марта 1945 года. № 314.
8. За овладение городами и важными узлами дорог Сомбатель, Капувар, захват города Кесег и выход на австрийскую границу. 29 марта 1945 года. № 316.
9. За овладение городом Шопрон — крупным железнодорожным узлом и важным опорным пунктом обороны немцев на подступах к Вене. 1 апреля 1945 года, № 324.
10. За овладение на территории Австрии промышленным городом и крупным железнодорожным узлом Винер-Нойштадт и городами Эйзенштадт, Неункирхен, Глоггнитц — важными опорными пунктами обороны немцев на подступах к Вене. 3 апреля 1945 года. № 328.
11. За овладение столицей Австрии городом Вена — стратегически важным узлом обороны немцев, прикрывающим пути к южным районам Германии. 13 апреля 1945 года. № 334.
12. За овладение городами Корнейбург и Флоридсдорф – мощными опорными пунктами обороны немцев на левом берегу Дуная. 15 апреля 1945 года. № 337
13. За форсирование реки Уссури,  и овладение городами Цзямусы, Мэргэнь, Бэйаньчжэнь. 23 августа 1945 года. № 372.

Других государств
 Венгрия:
- орден Венгерской свободы III степени

 США:
- орден «Легион почета» степени офицера (1945)